# Agraulis vanillae
Genre
Espèce
Agraulis vanillae est une espèce américaine de lépidoptères (papillons) de la famille des Nymphalidae et de la sous-famille des Heliconiinae.
Elle est l'unique représentante du genre monotypique Agraulis.

## Description

### Papillon
L'imago d’Agraulis vanillae est un grand papillon de couleur de fond orange vif, orné de taches brunes et de fins cercles brun-noir en bordure des ailes postérieures. Le revers est caractéristique, orange avec de larges taches nacrées blanc argenté.
La sous-espèce incarnata présente une suffusion rouge aux ailes antérieures.

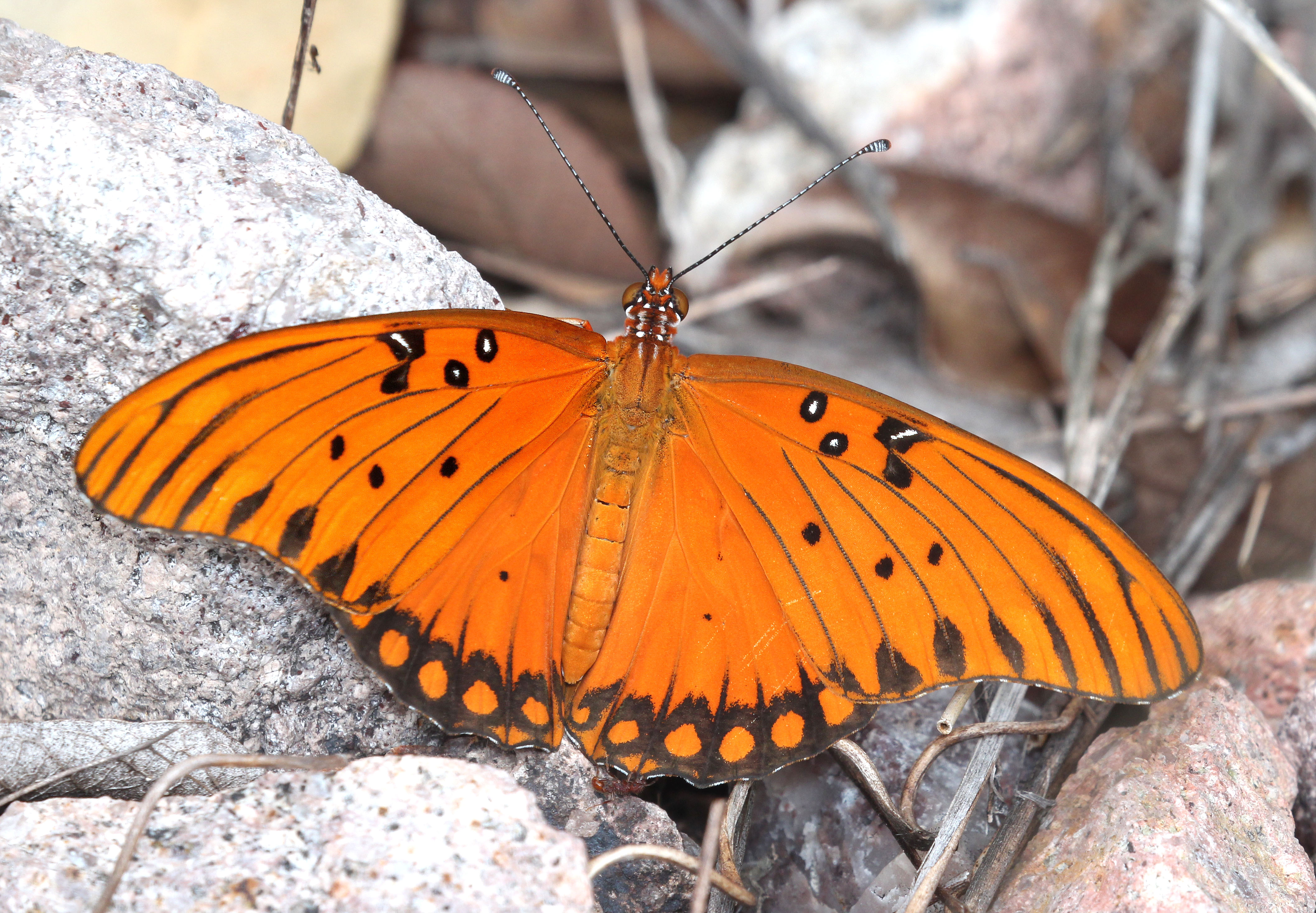
Vue dorsale, Arizona.
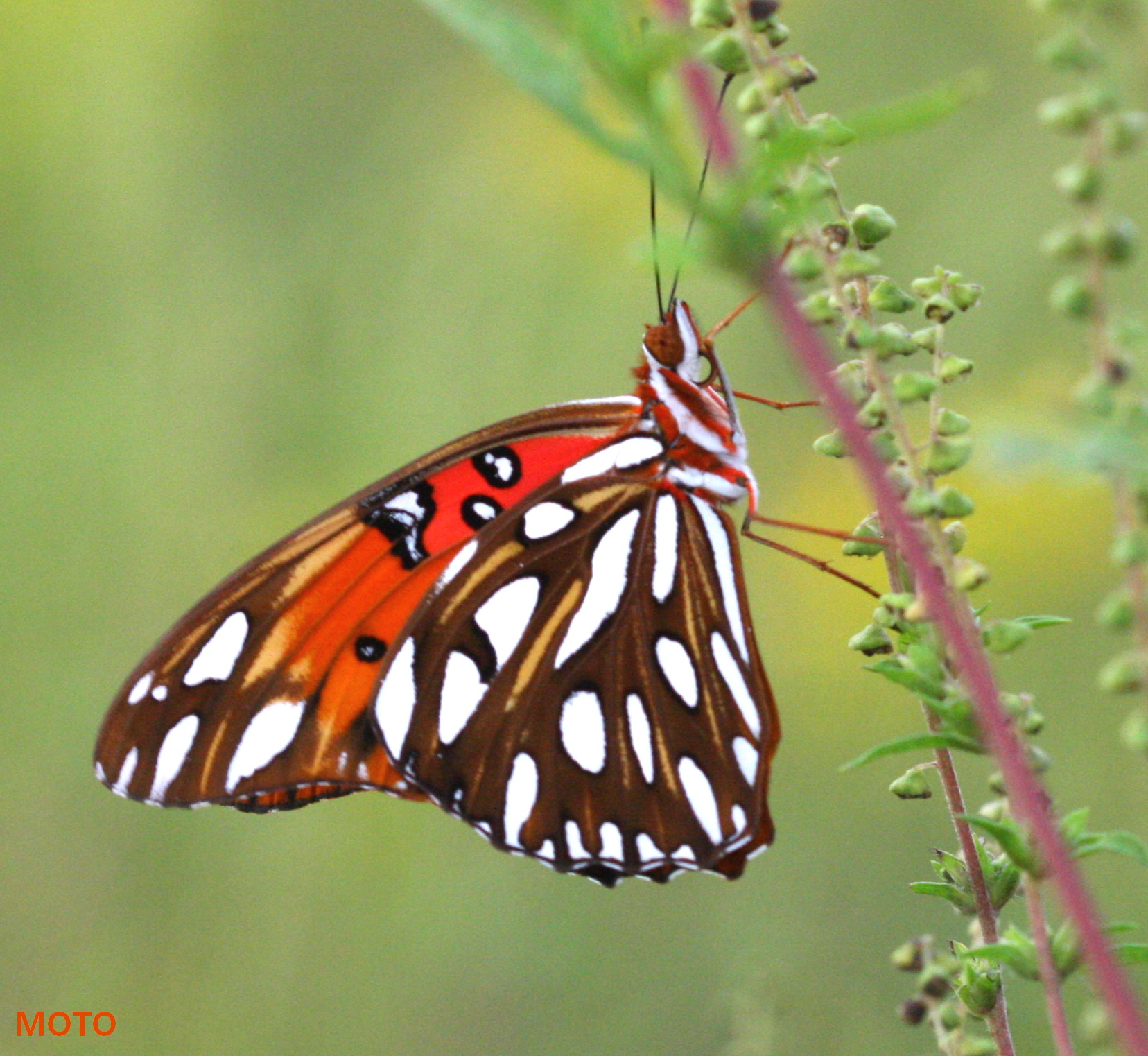
Vue latérale.
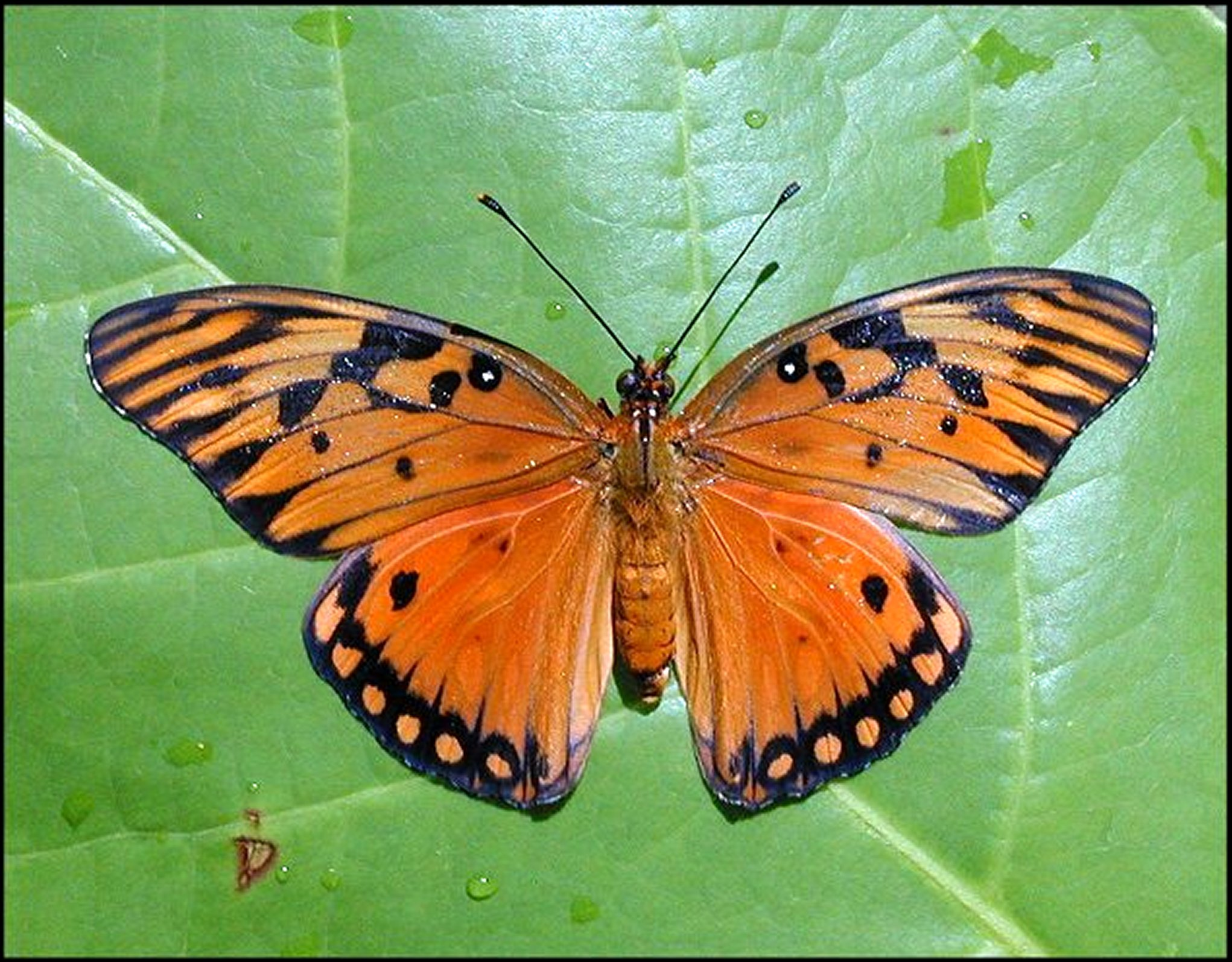
Vue dorsale, Guadeloupe.
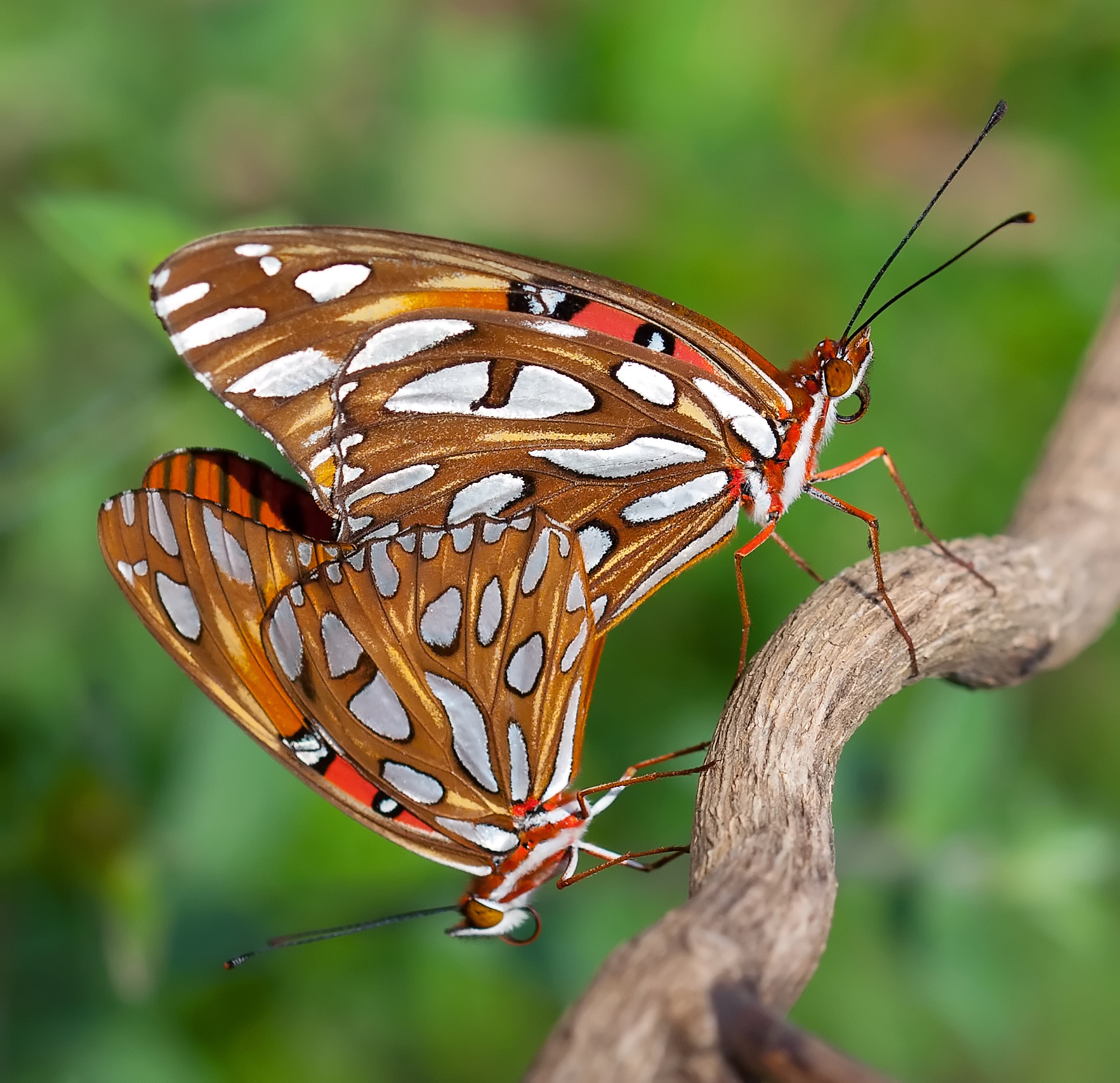
Accouplement.

### Chenille
La chenille, orange cuivré, porte de longues épines noires.

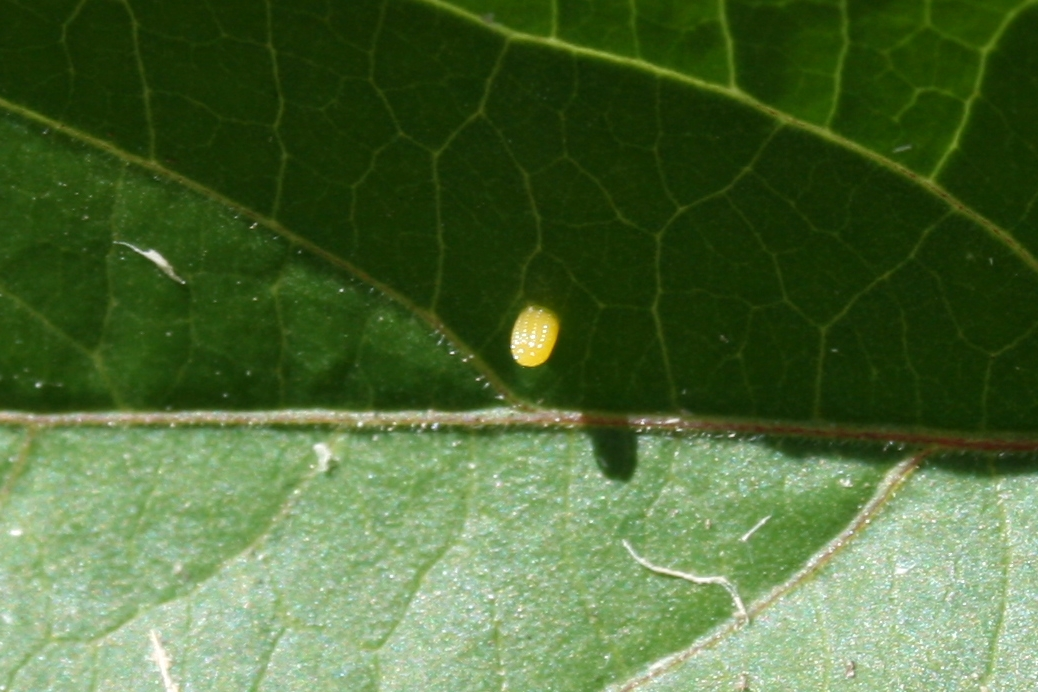
Œuf.
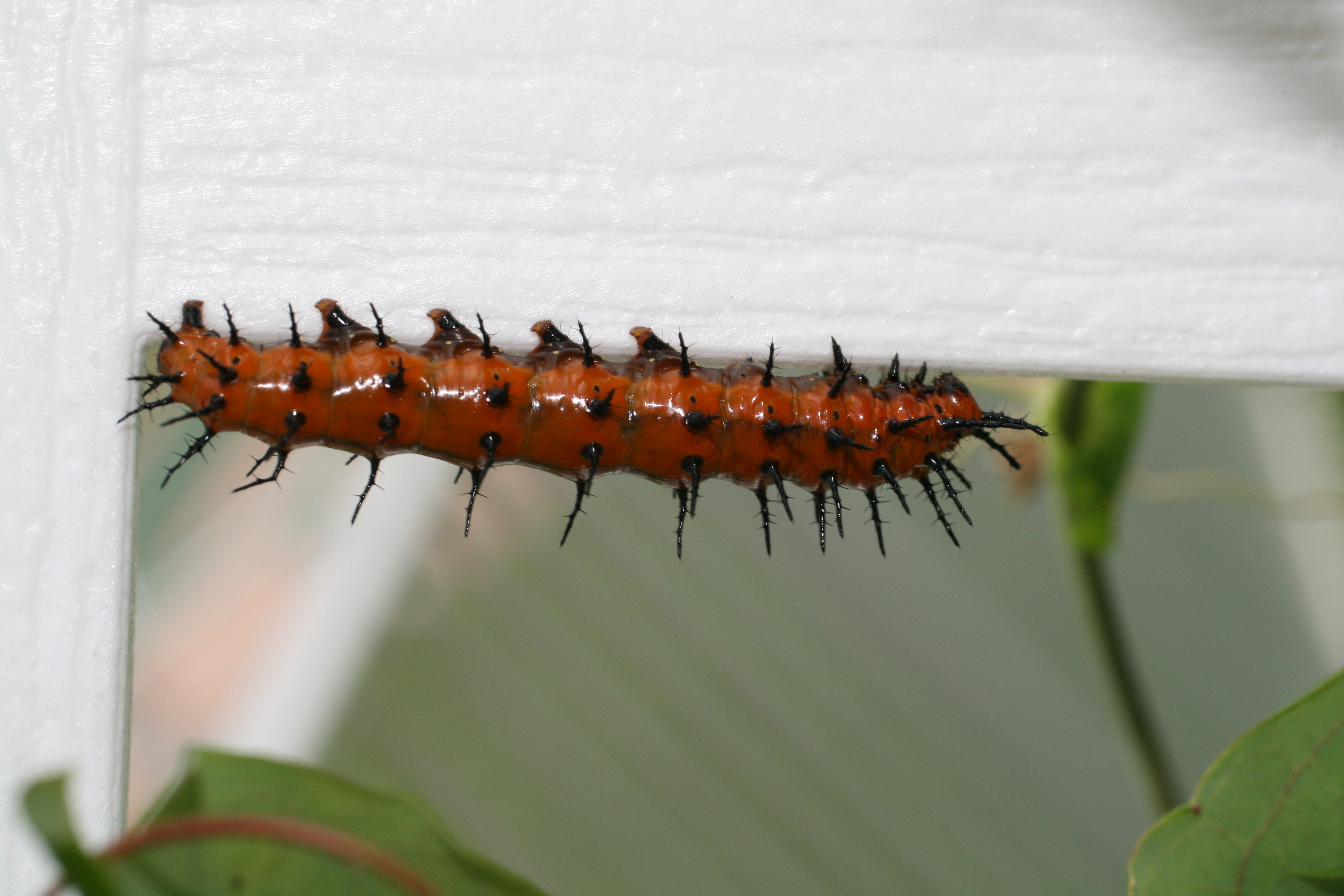
Chenille.
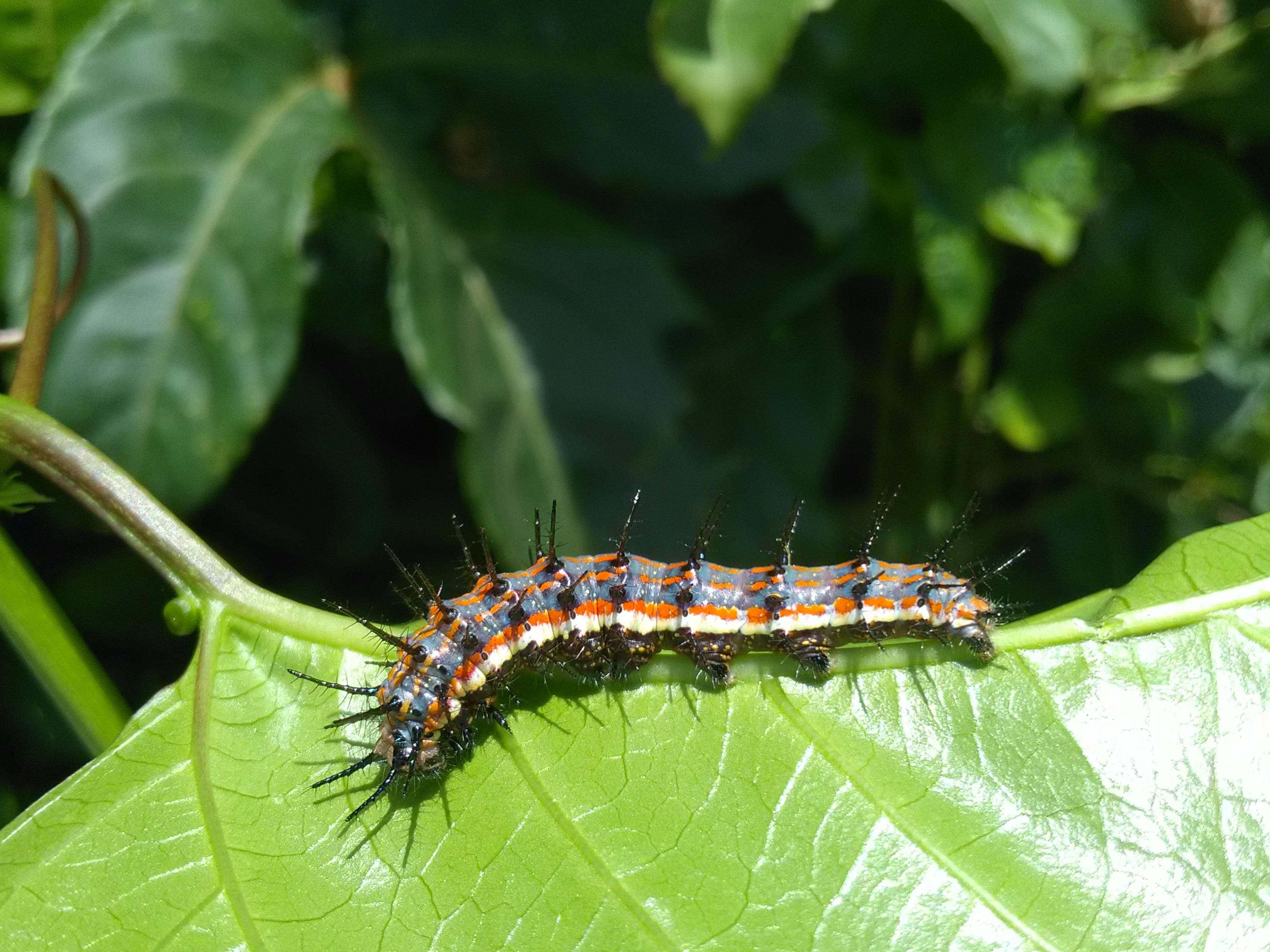
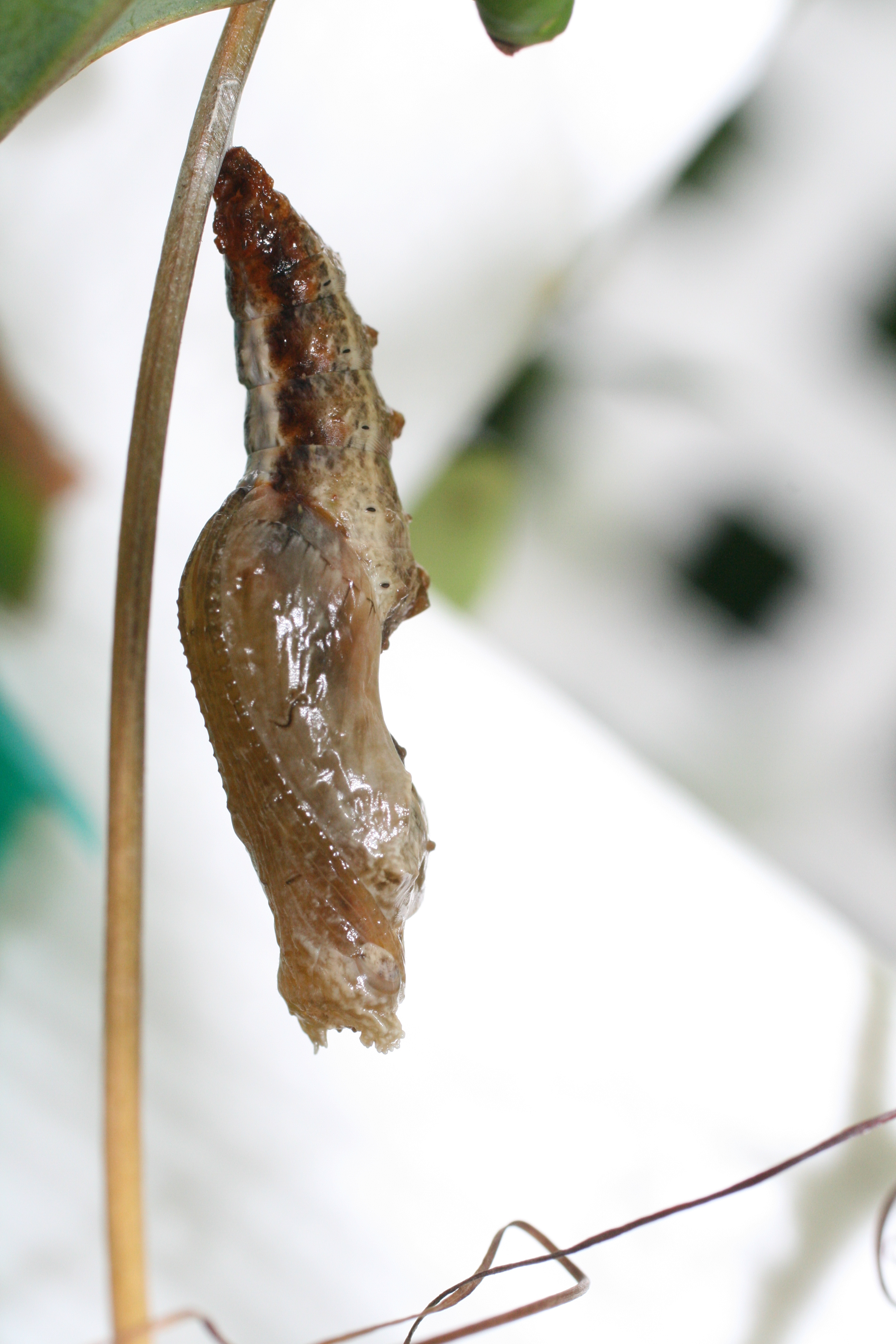
Chrysalide.

## Biologie

### Période de vol et hivernation
Il vole toute l'année jusques dans le sud de la Californie et du Texas. Plus au nord, il n'est visible que de janvier à novembre.
C'est un migrateur occasionnel, et son nom anglais de Gulf fritillary vient de ses traversées du golfe du Mexique[réf. souhaitée].

### Plantes hôtes
Les plantes hôtes de la chenille sont des Passiflores, notamment Passiflora auriculata, P. costaricensis, P. edulis, P. foetida, P. incarnata, P. ligularis, P. quadrangularis, P. suberosa et P. vitifolia,,.

## Distribution
L'espèce est répandue dans le Sud de l'Amérique du Nord, aux Antilles, en Amérique centrale et en Amérique du Sud.
La sous-espèce Agraulis vanillae vanillae est très commune à la Martinique, tandis qu’Agraulis vanillae insularis l'est à la Guadeloupe,.

## Systématique
L'espèce Agraulis vanillae a été décrite par le naturaliste suédois Carl von Linné en 1758, sous le nom initial de Papilio vanillae,.
Elle est l'espèce type et unique espèce actuelle du genre Agraulis, lequel a été décrit en 1835 par les entomologistes français Jean Baptiste Boisduval et américain John Lawrence LeConte.

### Sous-espèces

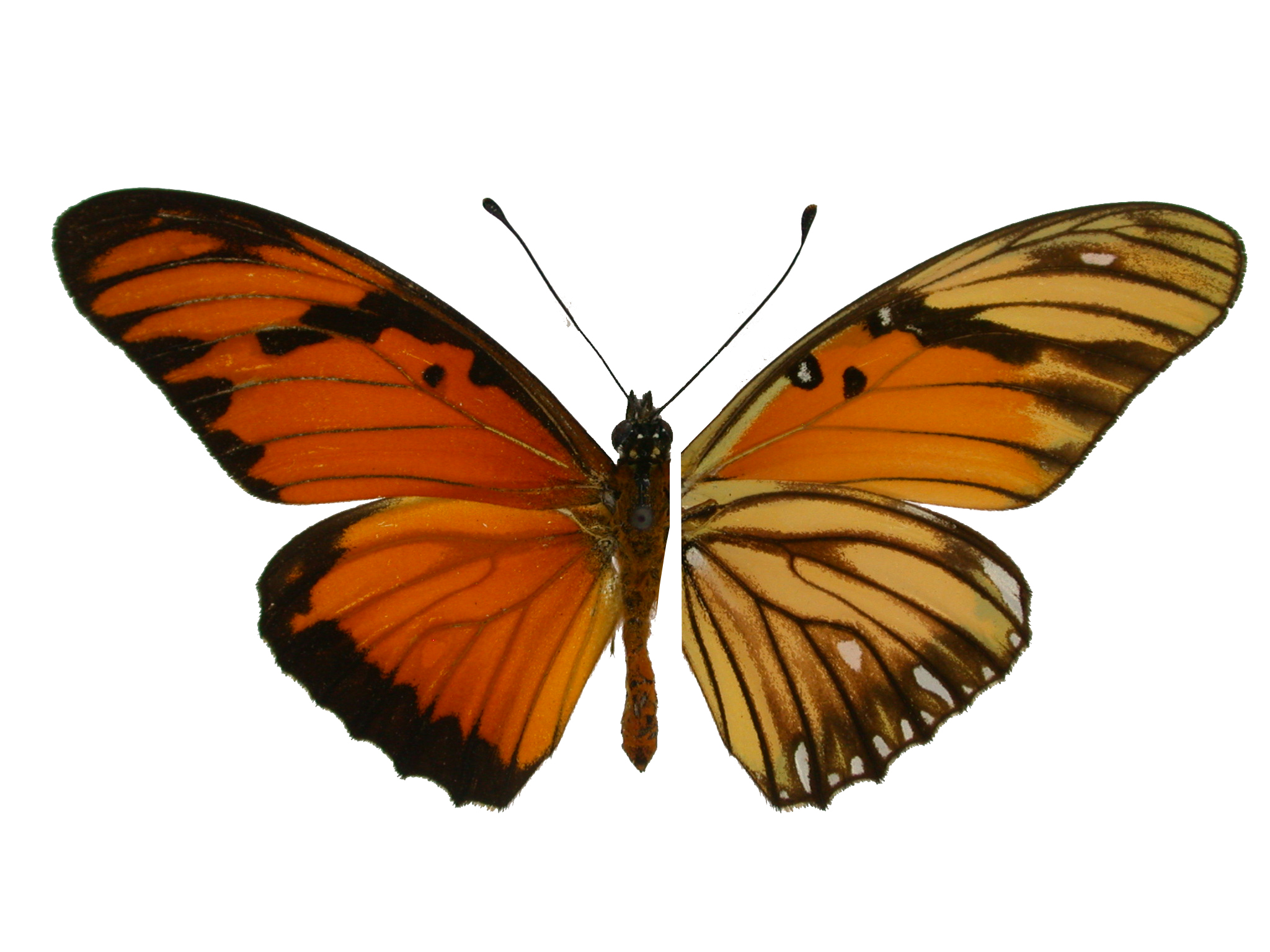
Spécimen d’Agraulis vanillae lucina (verso à droite).

Plusieurs sous-espèces ont été décrites :
- Agraulis vanillae vanillae
- Agraulis vanillae lucina C. & R. Felder, 1862 — au Pérou.
- Agraulis vanillae insularis Maynard, 1889 — aux Antilles et aux Bahamas.
- Agraulis vanillae galapagensis Holland, 1889 — aux îles Galápagos.
- Agraulis vanillae maculosa (Stichel, 1908) — au Brésil, au Paraguay, en Uruguay et en Argentine.
- Agraulis vanillae forbesi Michener, 1942 — au Pérou.
- Agraulis vanillae nigrior Michener, 1942 — en Floride.
- Agraulis vanillae incarnata (Riley, 1926) — au Mexique et en Californie.

## Noms vernaculaires
- En anglais : Gulf fritillary (et Galapagos fritillary pour la sous-espèce A. v. galapagensis[4]).
- En espagnol : Espejitos, Alalarga vanillae[7].

## Philatélie
Ce papillon figure sur une émission de Cuba de 1995 (valeur faciale : 10 c.).